# Шпиленок, Пётр Игоревич
Пётр И́горевич Шпилено́к — специалист природоохранного дела, сын создателя заповедника «Брянский лес» Игоря Шпиленка и младший брат директора «Кроноцкого заповедника» Тихона Шпиленка. После смерти брата возглавлял «Кроноцкий» с 2017 по 2022 годы. Ушёл с должности в знак протеста против несправедливого приговора коллег к тюремным срокам в рамках уголовного дела об очистке Кроноцкого заповедника.

## Биография

### Семья и ранние годы
Пётр Шпиленок родился 8 сентября 1984 года в семье Игоря Шпиленка, известного российского фотографа дикой природы и создателя заповедника заповедника «Брянский лес», и его первой супруги, эколога Аллы Васильевны Шпиленок, став младшим ребёнком в семье — его старший брат Тихон родился в 1980-м. Три поколения семьи Шпиленков заняты природоохраной — дед Петра, Пётр Шпиленок-старший, был инспектором заповедника «Брянский лес». Дядя Николай Шпиленок — фотограф дикой природы, автор журналов GEO и «Вокруг света». Второй дядя — Дмитрий Шпиленок — работал госинспектором, сотрудником оперативной группы Кроноцкого заповедника, автор документальных фильмов «Медведи Камчатки» и «Нерка: рыба красная». Старший брат возглавлял «Кроноцкий заповедник» с 2007 года до своей смерти в 2016-м. Вторая жена отца, эколог Лора Уильямс, стояла у основания российского отделения WWF.
По словам Игоря Шпиленка, Пётр, как и Тихон, буквально «вырос в лесу» и всё детство провёл в заповеднике. Вместе с отцом и старшим братом Пётр с ранних лет занимался природоохраной и участвовал в антибраконьерских рейдах. После окончания школы он уехал в Санкт-Петербург, где поступил на юридический факультет СПбГУ по специализации «Охрана окружающей среды». После университета он вернулся в «Брянский лес» на должность замдиректора.

### Кроноцкий заповедник
В конце 2000-х Пётр поступил на работу в «Кроноцкий заповедник», где вместе с братом, отцом и дядей Пётр занялся борьбой с браконьерством. Незаконный лов рыбы тогда достигал промышленных масштабов — в сезон нереста за ночь на Кроноцком и Курильском озёрах добывали около тонны икры, а медведей убивали ради продажи желчи, жира и когтей. Тихон Шпиленок собрал группу инспекторов со всей России, которые не были связаны с местными чиновниками, полицией и сетью охотников-браконьеров, и смогли остановить браконьерство в заповеднике. Эти события, а также видеоматериалы, записанные во время инспекций, стали основой фильма Дмитрия Шпиленка «Нерка. Рыба красная», который был выпущен в марте 2020 года и собрал свыше 80 международных наград на различных международных фестивалях. По воспоминаниям Дмитрия, от расправы криминальных групп Камчатки Шпиленков и их команду спасла только публичность, которая последовала за выпуском фильма и его широким признанием.
Как считают семья и коллеги, постоянные стресс и давление подорвали здоровье Тихона Шпиленка, он скончался от онкологического заболевания в конце 2016 года. После его смерти, 17 марта 2017 года Пётр Шпиленок возглавил Кроноцкий заповедник.
Пётр Шпиленок и коллеги развивают в «Кроноцком заповеднике» экологический туризм, который не только не вредит, но и помогает природоохране: например, при грамотном планировании маршрутов и численности туристические группы выступают как общественный контроль и препятствуют браконьерству. Одним из проектов Шпиленка стала «Школа защитников природы», где учат экологическому волонтёрству, инспекторскому делу, готовят гидов и проводников. Также при нём в «Кроноцком» стала развиваться сеть современных визит-центров, где посетителей знакомят с правилами поведения в заповеднике, проводят уроки для детей, кинопоказы и лекции.
Под руководством Шпиленка заповедник стал уделять больше внимания экопросвещению. Для популяризации задач природоохраны был снят цикл из 10 короткометражных фильмов под названием «Дикая природа Камчатки — гордость России», режиссёром выступил Дмитрий Шпиленок. В начале февраля 2022 года в Москве был проведён проект «Камчатка: твоё невероятное приключение» с лекциями, кинопоказами и фоторассказами о животных-обитателях Кроноцкого заповедника. Среди прочих проектов: «Китовая заводь» — совместная с благотворительным фондом «Красивые дети в красивом мире» образовательная программа по привлечению внимания к проблемам морских млекопитающих.
При Петре Шпиленке в «Кроноцкий заповедник» были включены земли Корякского государственного природного заповедника: Парапольский дол, Мыс Говена и Бухта Лаврова. С 2021 года Шпиленок пытается добиться создания заказника «Восточно-Камчатский» для морских млекопитающих.
В июле 2021 года Пётр Шпиленок получил государственную премию Камчатского края «за личные заслуги и достижения в разработке и внедрении уникальных проектов, способствующих решению экологических проблем и развитию экотуризма на полуострове».

### «Дело об очистке»
В 2021 году Тихон Шпиленок был посмертно признан виновным в уголовном «Деле об очистке» Кроноцкого заповедника. Согласно обвинению, он и его сотрудники расхитили 454 млн рублей бюджетных денег, выделенных на вывоз металлолома с заповедных территорий. Построенное только на показаниях двух свидетелей, обвинение не выдерживает критики — факт добросовестного выполнения работ по расчистке 243 км территории и вывозу свыше 1300 тонн твёрдых отходов и более 5000 тысяч бочек горюче-смазочных материалов подтверждают сотни часов видео и многочисленные фотографии, репортажи федеральных каналов и несколько независимых экспертиз, которые, однако, суд отказался принять во внимание. Директор по науке и туризму Роман Корчигин, начальник научного отдела Дарья Паничева, замдиректор по финансовому обеспечению Оксана Терехова и заместитель по общим вопросам Николай Поздняков получили тюремные сроки от 4,5 до 8 лет.
В знак протеста против несправедливого преследования коллег, Пётр подал в отставку. Он остался работать в заповеднике на должности замдиректора, чтобы продолжить борьбу за освобождение коллег и не прерывать природоохранные проекты. В начале сентября 2022 года свыше 60 представителей природоохранных организаций направили открытое письмо президенту России Владимиру Путину с просьбой взять дело против сотрудников «Кроноцкого» под личный контроль и поручить Генпрокуратуре и СК РФ заново изучить материалы дела и провести независимые экспертизы.
7 февраля 2023 года Камчатский краевой суд отменил приговор и освободил из-под стражи фигурантов, дело было направлено на пересмотр в суд первой инстанции. Адвокат защиты Ирина Дьяченко и бывший директор «Кроноцкого» Пётр Шпиленок назвали это важным шагом на пути к восстановлению справедливости.

## Примечание
1. ↑  Праздник рисунка на асфальте. Брянский Лес (6 июня 2013). Дата обращения: 1 июля 2022. Архивировано 16 апреля 2021 года.
2. ↑  Умер сын основателя заповедника «Брянского лес» Тихон Шпиленок. Аргументы и факты (23 декабря 2016). Дата обращения: 1 июля 2022. Архивировано 7 декабря 2021 года.
3. ↑  Сын основателя «Брянского леса» Тихон Шпиленок умер после тяжелой болезни. Город 32 (23 декабря 2016). Дата обращения: 1 июля 2022. Архивировано 5 июля 2022 года.
4. 1 2 3  Заповедная династия: Игорь, Дмитрий и Петр Шпиленки. Экология России (5 мая 2020). Дата обращения: 1 июля 2022. Архивировано 17 сентября 2021 года.
5. ↑  Заповедные люди. WWF (13 октября 2017). Дата обращения: 17 января 2023. Архивировано 18 января 2023 года.
6. ↑  Погибла эколог и жена основателя заповедника «Брянский лес» Лора Уильямс. «Город Брянск» (29 октября 2018). Дата обращения: 1 июля 2022. Архивировано 5 июля 2022 года.
7. ↑  Пульнова, 2017, с. 41.
8. 1 2  Кроноцкий заповедник возглавил Пётр Шпиленок. “Камчатский край” (21 марта 2017). Дата обращения: 17 января 2023. Архивировано 18 января 2023 года.
9. 1 2 3 4  Петр Шпиленок:Директор, ФГБУ «Кроноцкий государственный заповедник». Росконгресс. Дата обращения: 17 января 2023. Архивировано 18 января 2023 года.
10. ↑  Глава региона посетил заповедник «Брянский лес». Пресс-служба губернатора и правительства Брянской области (6 февраля 2015). Дата обращения: 17 января 2023. Архивировано 18 января 2023 года.
11. 1 2  Кравцова, И. Преступная группа экологов. Сотрудников заповедника на Камчатке посадили за сотни тонн закопанных отходов, но экспертиза нашла только две бочки и одну банку. Медиазона (22 декабря 2022). Дата обращения: 16 января 2023. Архивировано 13 января 2023 года.
12. ↑  Игорь Шпиленок: «Мы бьёмся за то, что мы любим». Российское географическое общество (14 октября 2019). Дата обращения: 20 июля 2022. Архивировано 7 июля 2022 года.
13. ↑  Брянец Дмитрий Шпиленок рассказал о масштабах браконьерства в России. Брянские новости (26 февраля 2018). Дата обращения: 21 июля 2022. Архивировано 22 июля 2022 года.
14. 1 2  Как сделать героем рыбу. Русское географическое общество (17 декабря 2021). Дата обращения: 1 июля 2022. Архивировано 24 января 2022 года.
15. ↑  Распопова, О. «Блеск и нищета» Камчатки. РИА Новости (4 сентября 2020). Дата обращения: 21 июля 2022. Архивировано 5 июля 2022 года.
16. ↑  «Увидели фонарики на речке — ясно было, что это не туристы». Meduza (26 августа 2020). Дата обращения: 17 января 2023.
17. ↑  Камчатский фильм «Нерка рыба красная» получил награду Русского географического общества. “Восток Сегодня” (22 октября 2021). Дата обращения: 17 января 2023. Архивировано 30 ноября 2021 года.
18. ↑  Камчатский фильм «Нерка рыба красная» получил награду Русского географического общества. Восток Сегодня (22 октября 2021). Дата обращения: 1 июля 2022. Архивировано 30 ноября 2021 года.
19. ↑  Пульнова, 2017, с. 40—42.
20. ↑  Петр Шпиленок назначен директором Кроноцкого заповедника. РИА Новости (16 марта 2017). Дата обращения: 25 марта 2017. Архивировано 26 марта 2017 года.
21. ↑  Владимир Солодов: «Кроноцкий заповедник – это не только уникальная природа, но и преданные своему делу люди». “Камчатский край” (1 ноября 2021). Дата обращения: 17 января 2023. Архивировано 18 января 2023 года.
22. ↑  Завершается обустройство визит-центра Кроноцкого заповедника в п. Озерновский. “Камчатский край” (16 сентября 2021). Дата обращения: 17 января 2023. Архивировано 18 января 2023 года.
23. ↑  Петр Шпиленок: Если человек является венцом природы, относиться к природе варварски недопустимо. “Камчатский край” (26 июля 2022). Дата обращения: 17 января 2023. Архивировано 18 января 2023 года.
24. ↑  Около 350 человек ежегодно проходят обучение в «Школе защитников природы»  на Камчатке. Официальный сайт исполнительных органов государственной власти Камчатского края (17 августа 2022). Дата обращения: 17 января 2023. Архивировано 18 января 2023 года.
25. ↑  Как государство, бизнес и НКО могут совместно развивать природные территории. Агентство социальной информации (3 сентября 2021). Дата обращения: 17 января 2023. Архивировано 18 января 2023 года.
26. ↑  В Кроноцком заповеднике сняли 10 короткометражек о заповедной Камчатке. “Кам 24” (15 мая 2021). Дата обращения: 17 января 2023.
27. ↑  Проект «Камчатка: твоё невероятное приключение» представлен в Москве. Официальный сайт исполнительных органов государственной власти Камчатского края (5 февраля 2022). Дата обращения: 17 января 2023. Архивировано 18 января 2023 года.
28. ↑  Кроноцкий заповедник приглашает на «Видеовечер с морскими млекопитающими. Официальный сайт исполнительных органов государственной власти Камчатского края (14 октября 2019). Дата обращения: 17 января 2023. Архивировано 18 января 2023 года.
29. ↑  На Камчатке завершилась передача территории Корякского заповедника ФГБУ «Кроноцкий государственный заповедник». “Камчатский край” (27 декабря 2021). Дата обращения: 17 января 2023. Архивировано 18 января 2023 года.
30. ↑  На Камчатке в 2022 году создадут федеральный заказник для защиты морских млекопитающих. Интерфакс (16 ноября 2021). Дата обращения: 17 января 2023. Архивировано 18 января 2023 года.
31. ↑  Хитров, В. Вот такая «Экология». Новая газета (6 марта 2019). Дата обращения: 1 июля 2022. Архивировано 15 июля 2020 года.
32. ↑  Новое «дело ученых». Сейчас.Инфо (1 июля 2022). Дата обращения: 1 июля 2022. Архивировано 3 июля 2022 года.
33. ↑  На Камчатке уволился директор Кроноцкого заповедника в знак протеста против обвинения его сотрудников в многомиллионных хищениях. Current time (30 июня 2022). Дата обращения: 1 июля 2022. Архивировано 1 июля 2022 года.
34. ↑  Новиков, Р. «С болью в сердце»: «дело об очистке» на Камчатке может разрушить судьбы ученых. Комсомольская правда (30 июня 2022). Дата обращения: 1 июля 2022. Архивировано 2 июля 2022 года.
35. 1 2  Васильева, А. Президенту предлагают защитить защитников природы. «Коммерсантъ» (2 сентября 2022). Дата обращения: 17 января 2023. Архивировано 12 октября 2022 года.
36. ↑  Брянец Пётр Шпиленок объяснил уход с поста директора Кроноцкого заповедника. «Новости Брянска» (28 июля 2022). Дата обращения: 17 января 2023. Архивировано 18 января 2023 года.
37. ↑  Уварчев, Л., Филипповский, Э. Сотрудники Кроноцкого заповедника получили реальные сроки по делу о растрате 455 млн рублей. «Коммерсантъ» (15 июля 2022). Дата обращения: 17 января 2023. Архивировано 2 октября 2022 года.
38. ↑  Суд на Камчатке отменил приговор сотрудникам Кроноцкого заповедника. РБК (7 февраля 2023). Дата обращения: 8 февраля 2023. Архивировано 8 февраля 2023 года.
39. ↑  Суринская, Я. Суд отменил приговор фигурантам дела о хищении в Кроноцком заповеднике. Ведомости (7 февраля 2023). Дата обращения: 8 февраля 2023. Архивировано 8 февраля 2023 года.